# De L'Europe Amsterdam

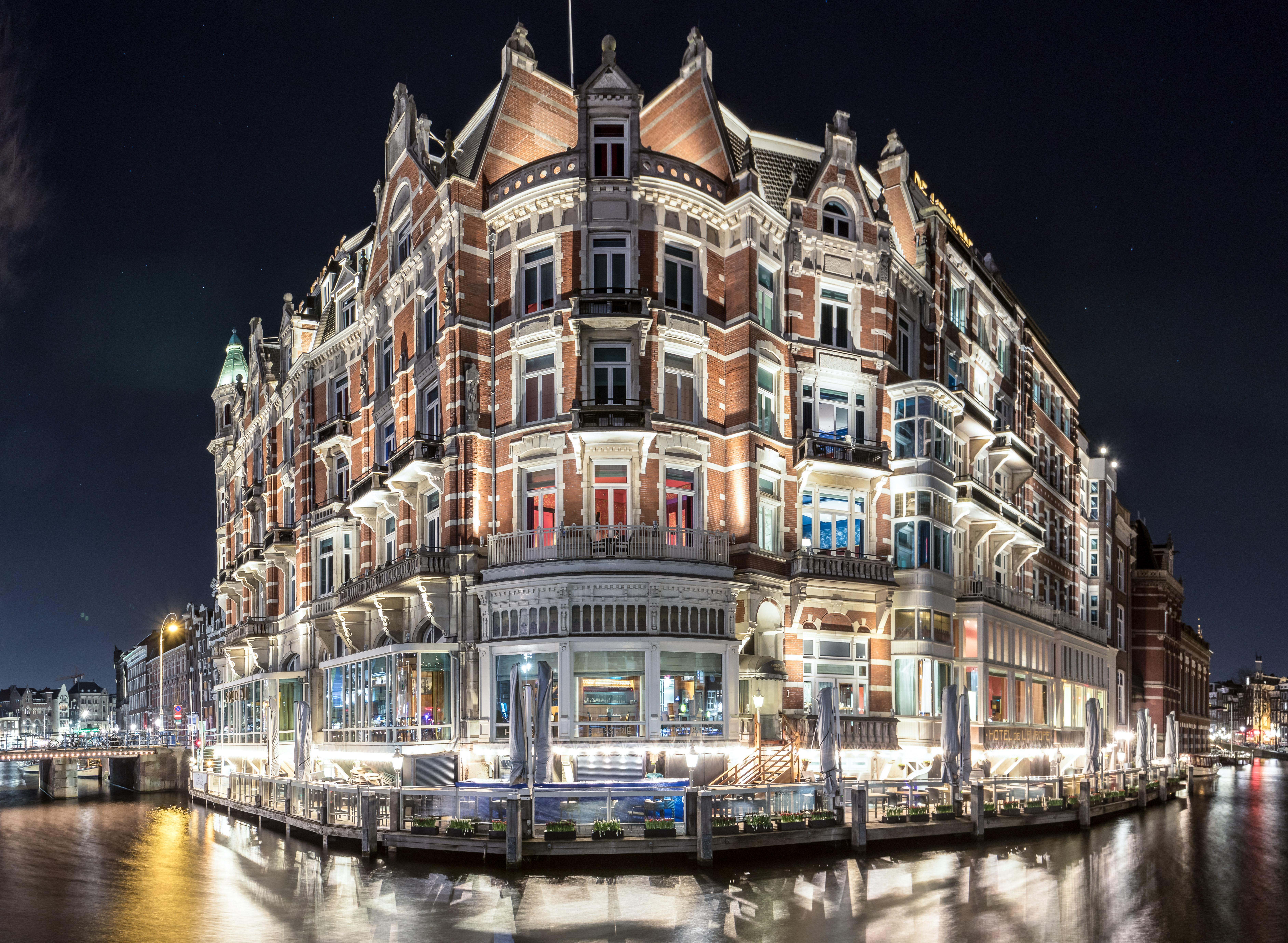
Hotel de l'Europe vanaf de Amstel

De L'Europe Amsterdam (voorheen Hotel de l'Europe genoemd) is een vijfsterrenhotel aan de Amstel in Amsterdam. Het 19e-eeuwse hotel werd in 2001 aangewezen als rijksmonument. De L'Europe Amsterdam ligt aan de Nieuwe Doelenstraat, op de hoek met de Oude Turfmarkt, vlak bij het Muntplein, waar de Amstel overgaat in het Rokin.
De bar van het hotel, Freddy's Bar, is vernoemd naar Freddy Heineken en werd door het Amsterdamse dagblad Het Parool uitgeroepen tot beste hotelbar van Amsterdam. Het terras aan de Amstel werd in 2008 uitgeroepen tot terras van het jaar door Gault Millau. Het oude restaurant Excelsior is vervangen door Bord'Eau en deze vernieuwing werd beloond met één Michelinster in de gids van 2013 en een tweede ster in 2014, die echt in 2018 weer verloren ging. Het restaurant sloot op 1 september 2021. Hierna opende restaurant Flore op dezelfde locatie.

## Geschiedenis
Op de plek van het hotel stond oorspronkelijk het Rondeel, een halfronde muurtoren (rondeel). Dit bolwerk maakte deel uit van de bakstenen stadsmuur die rond 1480 rond Amsterdam werd aangelegd. Het Rondeel werd gebouwd aan de oostelijke oever van de Amstel, zodat het opgestelde geschut de toegang tot de stad vanaf de rivier beheerste. De halfronde vorm van het Rondeel vinden we nog steeds terug in de gevelwand van de Amstel op de plek van het huidige De L'Europe Amsterdam.
De toren werd in 1633 afgebroken en vijf jaar later vervangen door een herberg, ook Het Rondeel geheten. De herberg, later Hotel Rondeel, werd in 1652 uitgebreid met een zijgevel in renaissancestijl en in 1882 met een extra verdieping en nieuwe gevel aan de Amstel (in verband met de Wereldtentoonstelling die een jaar later zou worden gehouden).
In 1895 werd de herberg afgebroken om plaats te maken voor het Hotel de l'Europe, dat anderhalf jaar later, in 1896, werd geopend. Architect van het hotel in neo-renaissancestijl was W. Hamer, die ook het Vondelparkpaviljoen ontwierp. De naam Hotel de l'Europe werd oorspronkelijk gebruikt door een hotel aan de Prins Hendrikkade maar werd overgenomen door het nieuwe hotel, dat ook tot de Nederlandsche Hotelmaatschappij behoorde. Het hotel had oorspronkelijk 50 kamers. De overdekte ingang en ontvangsthal dateren uit 1910.
Alfred Hitchcock gebruikte het hotel vlak voor de Tweede Wereldoorlog als locatie voor zijn film Foreign Correspondent (1940). Tijdens de oorlog werd het hotel gebruikt door Duitse officieren.
Het hotel werd in 1981-1984 verbouwd en gerenoveerd. In de periode 1986-1988 werden de panden aan Nieuwe Doelenstraat 6 en 8 bij het hotel getrokken. Verdere renovaties vonden plaats in 1990 en 1992-1994. In 2006 kocht het Hotel de l'Europe de panden aan Nieuwe Doelenstraat 10, 12 en 14 om bij het hotel te trekken.
Op 13 december 2007 reikten de Amsterdamse politici Wil Codrington en Marijke Vos de Green Key uit aan het Hotel de l'Europe, het eerste vijfsterrenhotel in Nederland met dit internationale milieukeurmerk, voorheen bekend als de Milieubarometer.
1. ↑  van Meeberg, Hans, "Van Bord’Eau* naar Flore: een keuken zonder boter, kaas en room", Misset Horeca, 1 september 2021. Geraadpleegd op 22 oktober 2021.